# David West (beisebolista)
David Lee West (Memphis, 1 de setembro de 1964 – 14 de maio de 2022) foi um jogador profissional de beisebol norte-americano.

## Carreira
David West foi campeão da World Series 1991 jogando pelo Minnesota Twins. Na série de partidas decisiva, sua equipe venceu o Atlanta Braves por 4 jogos a 3.

## Morte
West morreu no dia 14 de maio de 2022, aos 57 anos de idade, vitimado por um câncer no cérebro.